# Tobias Schellenberg
Tobias Schellenberg, né le 17 novembre 1978 à Leipzig, est un plongeur allemand.

## Biographie
Aux Jeux olympiques d'été de 2004 à Athènes, Tobias Schellenberg remporte la médaille d'argent dans l'épreuve du plongeon synchronisé à 3 mètres avec Andreas Wels.